# Strain 121
Strain 121 je pojmenování pro blíže neurčenou hypertermofilní archebakterii z třídy Thermoprotei, která byla nalezena v roce 2003 v hydrotermálním průduchu v Puget Sound, USA. Ukázalo se, že se tento mikrob množil i při teplotách dosahujících 121 °C, a teprve teplota 130 °C zastavovala jeho růst. Tím je rekordmanem na přežití ve vysokých teplotách.
Před objevem Strain 121 se mělo za to, že patnáctiminutový var v autoklávu zabije vše živé.
Metabolismus tohoto archea je založen na redukci oxidů železa.